# Kiss Arisztid István
Kiss Arisztid István (Pápa, 1867. augusztus 9. – Andocs, 1913. április 6.) Ferenc-rendi szerzetes, magyar hitszónok és hitelemző.

## Élete
Földműves szülők gyermeke. Az alsó gimnáziumot szülőhelyén végezte. 1884. augusztus 10-én a Ferenc-rendiek szerzetébe lépett és a bölcseletet Nagyszombatban, a teológiát Esztergomban és Pozsonyban hallgatta. 1890-ben fölszentelték; első működési helye Veszprém volt; majd Székesfehérvárt ünnepi hitszónok, a katolikus kör titkára és hitoktató.
Cikkei a Havi Füzetekben (1887. ford. Hondry, Bibliotheca Concionatiából), a Hitvédelmi folyóiraban (1889. Pongrácz István és Rodek Menyhért élete a jezsuita Martirologium után, 1891. könyvismert.), a Veszprémi Közlönyben (1891. A veszprémi Ferenczrendi zárda könyvtára, a veszprémi Ferenczrendi zárda története, czikksorozat, 1892. Karácsonyi miszteriumok és könyvism.), a Veszprémben (1794. polemikus czikkek), a Fejérmegyei Naplóban (1895 óta rendes munkatársa).

## Munkái
- Lelki ibolyák. Oktató imakönyv a szónok számára. Veszprém, 1894
- Szent beszéd, melyet a veszprémi szent Ferenczrendiek templomában Jézus szentséges szivének szobra megáldásakor mondott. Uo. 1894
- Vezérkönyv Jézus legszentebb szivéről nevezett társulat ájtatosságaihoz. Uo. 1895